# Heartbound
Heartbound — компьютерная ролевая игра, разрабатываемая американской независимой компанией Pirate Software. Сюжет игры разворачивается вокруг мальчика, который пытается бороться с депрессией, тревогой и страхом во время путешествия по локациям игры в поисках своей собаки.
Альфа-версия игры была выпущена на платформы Windows, macOS и Linux в ноябре 2016 года на площадке Steam Greenlight. Сообщество дало проекту зелёный свет за 10 дней. Бета-версия игры была выпущена в феврале 2017 года, одновременно со стартом краудфандинговой кампании на Kickstarter. Необходимая сумма была успешно собрана за 24 часа и в данный момент игра находится в разработке финальной версии.
Изначально выпуск полной игры был запланирован на 2017 год, однако игру решили выпускать по главам. Игра была выпущена в декабре 2018 года в раннем доступе, игровой контент будет добавляться через патчи.

## Геймплей
В Heartbound игроку даётся исследовать довольно большой мир, наполненный разными секретами. Почти со всем, что вы видите на экране можно взаимодействовать. Иногда игроку даётся выбор, выборы в свою очередь напрямую влияют на последующий игровой процесс.
Боевая система в Heartbound отличается от остальных игр этого жанра, например — вы не можете прокачивать своего персонажа или использовать предметы во время битвы. Сами битвы представляют собой мини-игры, после которых вам даётся шанс нанести противнику удар. Эта система довольно похожа на систему битв из игры Undertale.

## Разработка
При создании игры компания Pirate Software вдохновлялась такими играми как Secret of Mana, Earthbound, Secret of Evermore и другими.

## Отзывы
Альфа и бета-версии Heartbound были очень хорошо приняты критиками. IGN и Game Skinny проявили интерес к игре и направлению её развития. В настоящее время игра занимает второе место в рейтинге лучших инди-игр на сайте Game Jolt.